# Steven A. LeBlanc
Steven A. LeBlanc (né en 1943) est un archéologue américain et ex-directeur de collection au Musée Peabody d'archéologie et d'ethnologie à l'université Harvard.
Il est l'auteur de plusieurs ouvrages d'archéologie sur le Sud-Ouest des États-Unis et sur la guerre préhistorique. Ses livres ont combattu la notion très répandue de cultures préhistoriques pacifiques. 

## Publications (liste partielle)
- Explanation in Archeology (Explications archéologiques), avec Patty Jo Watson et Charles L. Redman. Columbia University Press. 1971.
- An Archeological Synthesis of South Central and Southwestern New Mexico (Une synthèse archéologique du Nouveau Mexique sud et sud-ouest), avec Michael E. Whalen et les participations de R. Anyon, P.A. Gilman, P.E. Minnis, D. Rugge et M. Nelson. Office of Contract Archaeology. University of New Mexico, Albuquerque. 1979
- Vandalism of Cultural Resources: The Growing Threat to Our Nation's Heritage, avec Dee F. Green (eds.) Cultural Resource Report No. 28, U.S.F.S. Southwestern Region, Albuquerque. 1979
- The Mimbres People: Ancient Painters of the American Southwest (Les habitants de Mimbres : peintres anciens du Sud-Ouest de l'Amérique). Thames and Hudson. London, New York. 1983
- Constant Battles: why we fight (Guerres permanentes: pourquoi nous combattons) avec Katherine E. Register. St. Martin’s Press. New York. 2003.